# Test opterećenja amonijum hloridom
Test opterećenja amonijum hloridom je neinvazivni test koji se korsiti u sklopu utvrđivanja poremećaja acidobaznbe ravnoteže — metaboličke acidoze, kada se pH vrednost urina ne snižavaju ispod 5,8. Test se izvodi ambulantno, a pH vrednost urina se određuje isključivo pH-metrom, neposredno po
sakupljanju svakog uzorka urina.

## Indikacije
Indikacija za sprovođenje ovog testa je sumnja na postojanje renalne tubularne acidoze, ili stanja neadekvatne sekrecije vodonikovih jona na nivou distalnih tubula. Sumnja na postojanje ovog oblika metaboličke acidoze postoji u slučajevima kada se pH vrednost urina ne sni`avaju ispod 5,8 u toku nekoliko uzastopnih odre|ivanja dnevnog profila pH.

## Način izvođenja
Test se izvodi na sledeći način:
- 08h — doručak + 0,1g NH4Cl/kg tt + 150 mL voćnog čaja
- 09h — sakupljanje I uzorka urina i unos 150 mL voćnog čaja
- 10h — sakupljanje II uzorka urina i unos 150 mL voćnog čaja
- 11h — sakupljanje III uzorka urina i unos 150 mL voćnog čaja
- 12h — sakupljanje IV uzorka urina i unos 150 mL voćnog čaja
- 13h — sakupljanje V uzorka urina

## Tumačenje rezultata
- Ukoliko se pH vrednosti urina snize do 5,4 isključuje se postojanje renalne tubularne acidoze
- Ukoliko nisu ispod 5,4 da bi se dokazao tip renalne tubularne acidoze treba uraditi gasne analize krvi.
- Niske vrednosti bikarbonata (ispod 22 mmol/L) i pH krvi (ispod 7,35 22 mmol/L) ukazuju na kompletnu, dok normalne vrednosti ukazuju na inkompletnu renalnu tubularnu acidozu, što se vidi na ovoj tabeli:

Diferencijalna dijagnoza renalne tubularne acidoze
| Biohemijski parametripH krvi | Kompletna acidoza | Inkompletna acidoza |
| ---------------------------- | ----------------- | ------------------- |
| pH krvi                      | snižen            | normalan            |
| Bikarbonati plazme           | snižen            | normalan            |
| Kalijum                      | snižen            | normalan            |
| Hloridi                      | povišeni          | normalan            |
| Ca i fosfor u urinu          | povišeni          | normalan            |
| Citrat u urinu               | snižen            | snižen              |

## Literatura
- Caldas A, Broyer M, Dechaux M, Kleinknecht C (1992). „Primary distal tubular acidosis in childhood: clinical study and longterm follow-up of 28 patients”. J Pediatr. 121: 233—241.
- Oleesky D, Penny MD. Renal tubular acidosis. Ann Clin Biochem 1998 in press
- Aannen RL. „The response of normal subjects to the short ammonium chloride test.”. 41. Clin Sci. 1971: 583—95.
- Tannen RL, Falls WF Jr, Brackett NC Jr. „Incomplete renal tubular acidosis: some clinical and physiological features.”. 15. Nephron. 1975: 111—123.
- Wrong O, Davies HEF. „The excretion of acid in renal disease.”. 28. Q J Med. 1959: 259—313.

|  | Molimo Vas, obratite pažnju na važno upozorenje u vezi sa temama iz oblasti medicine (zdravlja). |